# ...Io c'ero...
...Io c'ero... (Concerto live-Roma, 26 gennaio 1976) è un album dal vivo del cantautore italiano Edoardo Bennato, pubblicato nel 2006 per l'etichetta Cheyenne Records.

## Descrizione
Contiene l'esecuzione integrale del concerto dal vivo di Bennato, tenutosi in un teatro di Roma il 26 gennaio 1976, registrato dall'allora tecnico del suono, Giorgio Bennato.

La qualità dei pezzi incisi non è delle migliori, in quanto il concerto è stato riversato integralmente dalle bobine originali, quindi con le imperfezioni e la tecnologia dell'epoca, ma è l'unico album, che trasmette l'atmosfera dei concerti dal vivo del cantautore partenopeo tenuti negli anni settanta, periodo in cui le esibizioni erano seguitissime.

## Tracce
Testi e musica di Edoardo Bennato, tranne dove diversamente indicato.
Primo tempo (CD 1)
1. Ma che bella città
2. La bandiera
3. Parli di preghiere
4. Uno buono
5. In fila per tre
6. Signor Censore
7. Il professor Cono
8. Io che non sono l'imperatore

Secondo tempo (CD 2)
1. Feste di piazza (testo: Patrizio Trampetti – musica: Edoardo Bennato)
2. Non farti cadere le braccia
3. Un giorno credi (testo: Patrizio Trampetti – musica: Edoardo Bennato)
4. Cantautore
5. Salviamo il salvabile
6. Affacciati affacciati
7. Lei era meglio di te
8. Meno male che adesso non c'è Nerone